# Nyctemera acraeina
Nyctemera acraeina är en fjärilsart som beskrevs av Druce 1882. Nyctemera acraeina ingår i släktet Nyctemera och familjen björnspinnare. Inga underarter finns listade i Catalogue of Life.